# Cathy Gauthier
Pour les articles homonymes, voir Gauthier.
Cathy Gauthier est une humoriste québécoise née le 25 février 1977 à Rouyn-Noranda.

## Biographie
Cathy Gauthier est diplômée de l'École nationale de l'humour en 1999. Elle est nommée Révélation de l'année au Festival Juste pour rire en 2003 et est invitée à participer dans plusieurs émissions québécoises dont Un gars, une fille, Les Chick'n Swell et Catherine. Elle campe aussi le rôle principal de la télé-série Roxy. Elle travaille également à la radio, l'espace de l'automne 2000 dans I Lève You à CKMF-FM avec Bruno Blanchet, Élyse Marquis et Stéphanie Allaire, ainsi qu'à CKOI-FM entre 2004 et 2006 à l'émission Fun radio avec Charles Lafortune, Virginie Coossa, Christopher Williams et Dominic Paquet, puis La Gang de malades avec Sébastien Benoit, Réal Béland et Mélanie Maynard. Protégée de Dominique Michel, elle se fait une spécialité de présenter des spectacles humoristiques au ton cru, sans nécessairement être vulgaire.
Avec l'aide de Dominique Michel et François Avard (en tant que script-éditeur), Cathy Gauthier monte son premier spectacle intitulé 100 % vache folle en 2005. Ce spectacle est joué près de 200 fois et est vu par plus de 50 000 personnes. Par la suite, elle remontra sur scène avec son 2e spectacle Décoiffe! en 2012. Elle joue son propre rôle dans la comédie Les Pêcheurs entre 2013 et 2017.
Depuis l'automne 2022, elle coanime l'émission matinale Le Boost à CKMF-FM avec Rémi-Pierre Paquin et Martin Tremblay.
De plus, elle animera, avec Ève Côté, le 25e Gala Les Olivier, qui sera mal reçu par la critique.

### Vie privée
Mariée à Me François Paradis qu'elle fréquente depuis 2009, elle révèle attendre leur premier enfant en novembre 2017 après plusieurs fausses couches. De son mariage avec Paradis, elle est la belle-mère d'une fille prénommée Léa, née en 2007. Le 4 avril 2018, elle a donné naissance à une fille prénommée Alice, dont le parrain est l'humoriste Jean-Thomas Jobin.
Au début de 2025, elle annonce prendre une pause indéterminée de la radio et de l’émission Le Boost! pour être plus présente dans la vie de son enfant.

### Nomination
- 2023 : Spectacle d'humour de l'année au Gala Les Oliviers pour le spectacle Classique[10].

## Liste des spectacles
| Année | Titre               | Certification     |
| ----- | ------------------- | ----------------- |
| 2005  | 100 % vache folle   |                   |
| 2012  | Décoiffe!           |                   |
| 2015  | Pas trop catholique | ADISQ : billet or |
| 2022  | Classique           |                   |